# Karolis Žalkauskas

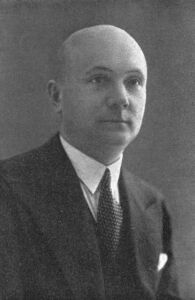
Karolis Žalkauskas

Karolis Žalkauskas (* 29. Mai 1892 im Hof Šukioniai, Wolost Pakruojis, Bezirk Šiauliai, Russisches Kaiserreich; † 16. September 1961 in Washington) war ein litauischer Jurist, Richter und Politiker.

## Leben
1911 absolvierte Žalkauskas das Gymnasium in Jelgava (Lettland) und 1916 das Studium der Rechtswissenschaften an der Rechtsfakultät der Universität Moskau in Russland. 1916 wurde er von der Kaiserlich Russischen Armee mobilisiert. Danach absolvierte Žalkauskas die Alexej-Militärschule in Moskau und diente bei der Festung Petropawlowsk im Westen Sibiriens und später in Tobolsk. 1919 kam er nach Litauen zurück und diente als Freiwilliger bei der Litauischen Armee. Bis 1923 war er als Gehilfe des Staatsanwalts im Militärgericht tätig.
Ab 1922 war Žalkauskas Mitglied der Partei Lietuvos valstiečių liaudininkų sąjunga. Von 1922 bis 1923 arbeitete er in der Regierung Litauens unter der Leitung von Ernestas Galvanauskas und war Innenminister Litauens. Von 1924 bis 1926 diente er als Gehilfe des Staatsanwalts im Vyriausiasis Tribunolas. Von 1926 bis 1927 war er Gubernator des Memellandes in Klaipėda. Von 1928 bis 1938 war er wieder Gehilfe des Staatsanwalts bei Vyriausiasis tribunolas. Dann leitete er als Gerichtspräsident das Bezirksgericht Kaunas. Von 1930 bis 1940 lehrte er Strafprozessrecht und Kriminologie an der Vytauto Didžiojo universitetas in Kaunas. 1940 emigrierte er nach Deutschland und 1948 in die USA.